# Калткі
Калткі (пол. Kałtki, нім. Kaltken; 1938-1945: Kalthagen) — село в Польщі, у гміні Старі Юхи Елцького повіту Вармінсько-Мазурського воєводства.
Населення — 20 осіб (2011).
У 1975-1998 роках село належало до Сувальського воєводства.

## Демографія
Демографічна структура станом на 31 березня 2011 року:
|          | Загалом | Допрацездатний вік | Працездатний вік | Постпрацездатний вік |
| -------- | ------- | ------------------ | ---------------- | -------------------- |
| Чоловіки | 11      | 1                  | 10               | 0                    |
| Жінки    | 9       | 0                  | 5                | 4                    |
| Разом    | 20      | 1                  | 15               | 4                    |